# Josef II. Colloredo-Mannsfeld
Josef II. z Colloredo-Mannsfeldu, zvaný Mumo (celým jménem německy Joseph Hieronymus Rudolph Ferdinand Franz Maria Fürst von Colloredo-Mannsfeld; 17. února 1866 Praha – 21. února 1957 Paříž) byl český šlechtic, rakouský politik a diplomat z knížecí linie rodu Colloredo-Mannsfeld.

## Původ a život

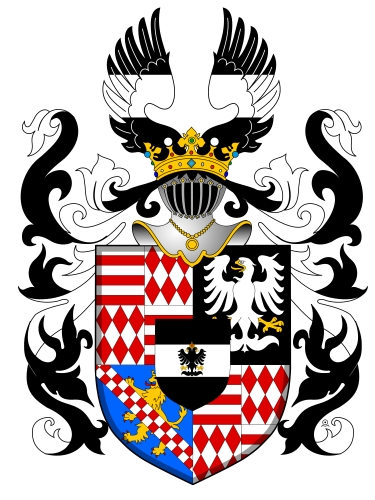
Rodový erb

Narodil se v Auersperském paláci na Malé Straně v Praze jako starší syn následníka knížete a pozdějšího ministra zemědělství Předlitavska Hieronyma hrabětě z Mannsfeldu (1842–1881) a jeho manželky Aglaji, roz. hraběnky Festeticsové de Tolna (1840–1897). Pokřtěn byl v malostranském kostele sv. Mikuláše. Měl pět sourozenců. Mladší bratr Hieronymus/Jeroným (VIII.) (1870–1942) zajistil pokračování rodu. Strýc František (1847–1925) zdědil statek Sierndorf v Dolních Rakousích a stal se zakladatelem sierndorfské linie.
V letech 1875–1883 studoval Malostranském gymnáziu v Praze jako privatista. Když chodil do oktávy, rodina se přestěhovala z Dobříše do Prahy. Bydleli tehdy v pronajatém letohrádku Kinských na Smíchově. Prázdniny trávil v Opočně, v zimě často pobývali ve vídeňském paláci. Hrál na housle a klavír, obstojně kreslil. Maturoval v roce 1883. Ve studiu pokračoval v letech 1883–1888 na Univerzitě ve Vídni, jeho oborem bylo právo. Základní vojenskou službu ukončil v roce 1884 jako poručík v záloze zeměbraneckého hulánského pluku č. 6.
Po studiích vstoupil v roce 1888 do diplomatických služeb. Nejprve mu bylo přiděleno místo konceptního aspiranta na velvyslanectví v Berlíně, následně v roce 1889 konceptního adjunkta na ministerstvu zahraničí. Od roku 1890 zastával místo vyslaneckého atašé v Paříži. V roce 1892 byl však suspendován. V roce 1893 byl v neschopnosti po aféře kvůli vysokým dluhům z hazardu.
Od roku 1896 do zániku monarchie v roce 1918 byl dědičným členem Panské sněmovny rakouské Říšské rady. Překvapivě nikdy nepožádal o hodnost c. k. komořího.
S manželkou Lucy a její tetou hraběnkou d´Etchegoyen v letech 1904–1905 cestoval po Severní Americe, navštívil mj. Aljašku, Wyoming a New York.
V období první světové války, tedy v letech 1914–1918 (nebo až do roku 1919) byl starostou Dobříše. Dobrovolně vstoupil do armády a poskytl jí svůj automobil. Jako příslušník c. k. dobrovolnického automobilového sboru (k. k. freiwilliges Automobilistenkorps) převážel členy velitelského štábu, zajišťoval jim přepravu proviantu nebo zprostředkovával spojení s telegrafními stanicemi. V roce 1914 byl zařazen k 11. pěší divizi v Haliči a později ke 4. armádě na východní frontě. V roce 1915 získal Vojenskou záslužnou medaili (Signum laudis), o dva roky později Železný kříž II. třídy. V roce 1917 byl povýšen na rytmistra.
Po válce přesídlil do Francie, kde v Normandii jeho pozdější druhá manželka vlastnila lesní velkostatek. Po uzavření druhého sňatku v roce 1925 žil především v Paříži a na Riviéře. Československé občanství mu zůstalo. Hodně cestoval, např. v roce 1933 navštívil Maroko a Alžír, v roce 1934 západní Indii a Anglii, v roce 1935 Cejlon.
Měl vášeň pro automobily.

## Majetek

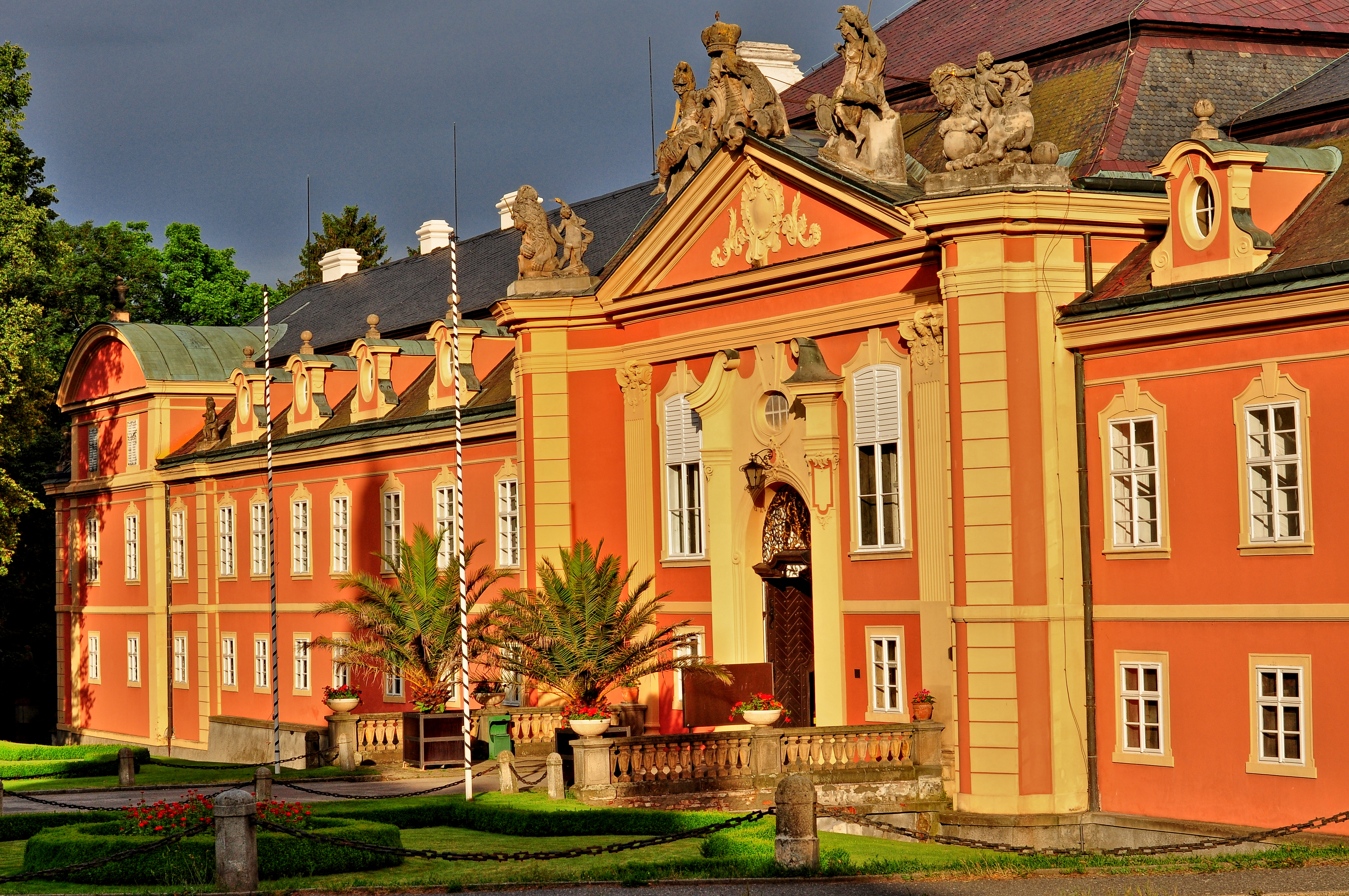
Zámek Dobříš

V roce 1895 zdědil po svém dědovi velkostatky Opočno, Dobříš a Zbiroh. Tyto tři velkostatky tvořily rodovou základnu knížecí větve. Statky měly rozlohu 48 206 hektarů a ročně vynášely 310 218 zlatých. Hlavním zdrojem příjmů byly lesy. Po hlubocko-krumlovských Schwarzenbercích byli Colloredo-Mannsfeldové největšími pozemkovými vlastníky v Čechách. Na počátku 20. století se rozloha velkostatků rozrostla na 58 239 hektarů. Od roku 1906 spravoval rodový majetek osobně.

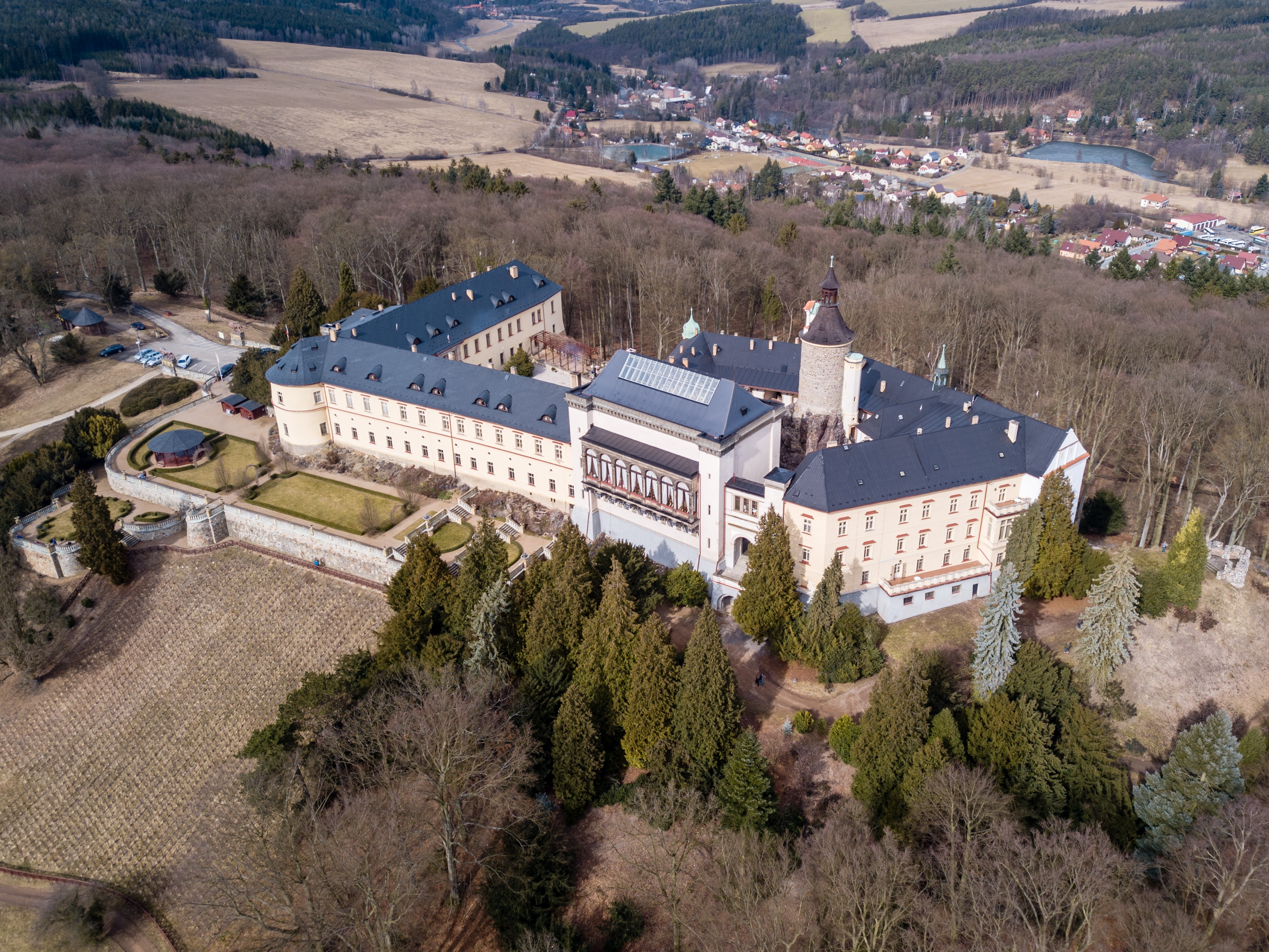
Zámek Zbiroh

Největším statkem byla Dobříš. Měl rozlohu 24 344 hektarů, tvořilo ho 18 464 hektarů lesů rozdělených na 13 revírů a čtrnáct hospodářských dvorů, z nichž pouze Dobříš a Obořiště byly provozovány ve vlastní režii. Provozovali také železárny se smaltovnou a strojírnou ve Staré Huti u Dobříše, železárny v Obecnici u Příbrami a parní pilu a cihelnu v Dobříši.
O něco menší velkostatek Zbiroh s rozlohou 23 754 hektarů vynášel více než velkostatek Dobříš. Tvořilo ho 21 331 hektarů lesů rozdělených do jedenácti revírů ve vlastní režii, čtyři hospodářské dvory, z nich Colloredo-Mannsfeldové sami provozovali jen Malý Újezd, dále cihelna v Kařezu a mlýn pod Čapským rybníkem.

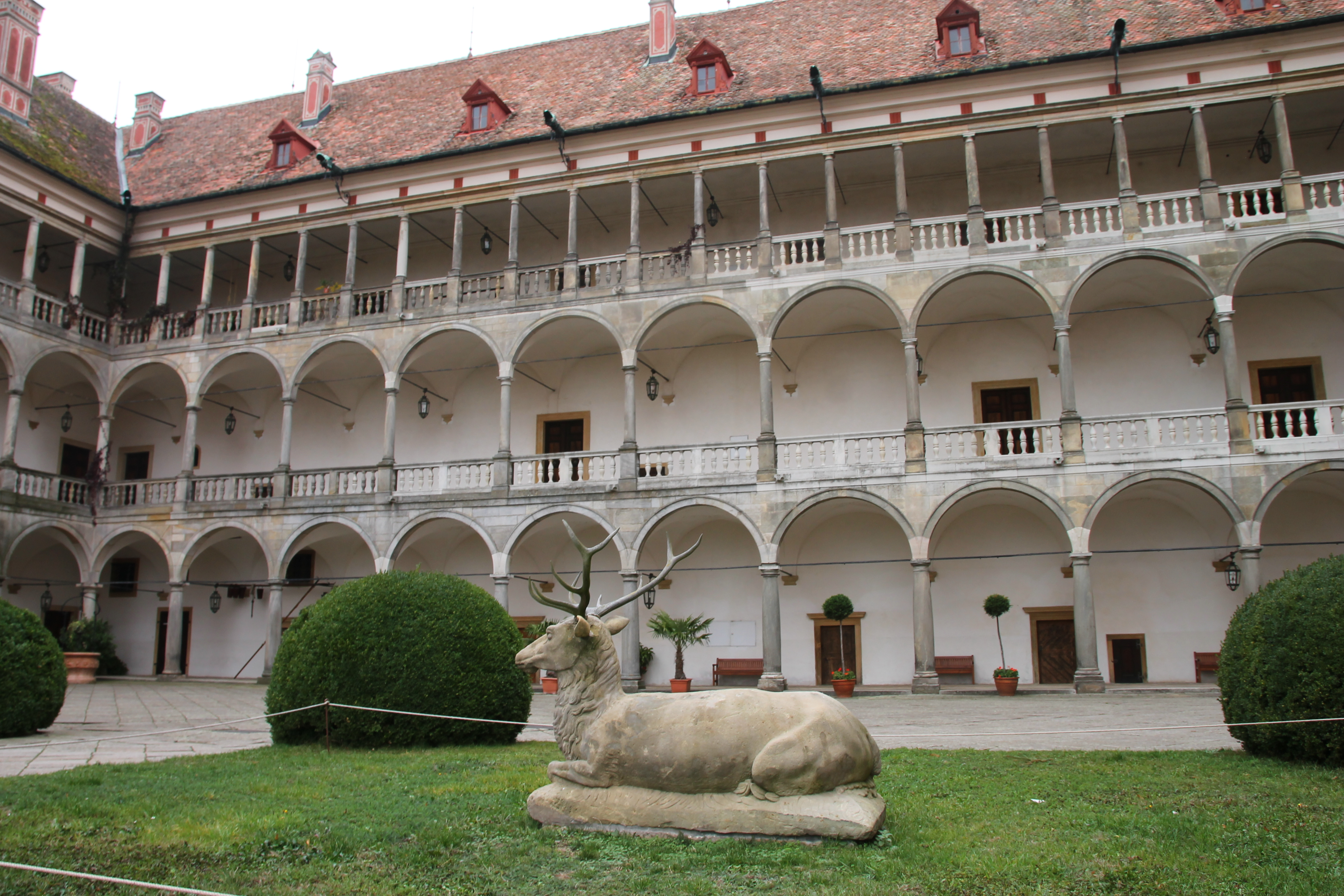
Zámek Opočno

Velkostatek Opočno o rozloze 9 768 hektarů tvořilo 5 204 hektarů lesů rozdělených na devět revírů a cihelna a strojírna v Pulicích. Všech jedenáct hospodářských dvorů bylo propachtováno. Po první pozemkové reformě vynášelo Opočno nejvíce.
Josef II. také zdědil novorenesanční Colloredo-Mannsfeldský palác na Okružní třídě (Ringstraße) ve Vídni.
V centru Paříže na Rue de la Pompe koupil tři honosné činžovní domy. Za první světové války mu byly zabaveny, navráceny byly až v letech 1919–1920. Francouzská republika po válce požadovala doplacení dlužné daně ve výši 900 tisíc franků. Domy po válce přenechal manželce, vynášely 350 tisíc franků ročně.
Protože patřil Josef II. k nejbohatším mužům monarchie, věnoval část svých prostředků na dobročinnost. V roce 1907 daroval pozemek o rozloze 160 hektarů na jižním svahu vrchu Pleš, kde vzniklo první lůžkové sanatorium pro léčbu tuberkulózy a plicních chorob v Čechách. V roce 1907 založil penzijní fond pro své zaměstnance, podporoval Hospodářskou a hospodyňskou školu v Opočně a Sokol v Dobříši. V Dobříši s manželkou v roce 1907 založil městský chudobinec, poskytli prostředky pro stavbu vodovodu a požárních hydrantů, nechali opravit děkanský kostel Nejsvětější Trojice a v neposlední řadě vybudovali při parní pile elektrárnu.
Zákon č. 179/1924 Sb. z roku 1924 zrušil fideikomisy. Než Josef přesídlil do Francie, listinou z 15. dubna 1925 převedl většinu svých majetků v Čechách na tři nejstarší bratrovy syny Josefa, Jeronýma a Weikharda. Josef získal Opočno, Jeroným Zbiroh a Weikhard Dobříš. Chlapci byli nezletilí, proto stál v čele ústřední správy Josefův bratr Jeroným starší. Z majetku byla Josefovi vyplácena roční renta ve výši dvou milionů korun, na konci 20. let dokonce 2,5 milionů korun. Josef také část nejcennějšího mobiliáře nechal převézt do Paříže. Choval se marnotratně. Po druhé světové válce dokonce zažaloval své synovce, aby mu vydali peníze, které jeho bratr uložil ve švýcarských bankách. Soud ovšem rozhodl ve prospěch synovců a ti strýci měli vyplácet rentu pouze z výnosu štýrského panství Gstatt, které zrestituovali v roce 1948, a švýcarských kont. Majetky ve Francii a umělecké předměty zdědila druhá manželka Marthe a její rodina.

## Rodina
Oženil se dvakrát. Jeho první sňatek uzavřený v době existence monarchie byl morganatický a vzbudil tudíž rozruch. Poprvé si vzal v kostele sv. Magdaleny a sv. Petra v Paříži-Chaillot 18. dubna 1903 naturalizovanou Francouzku s anglickými kořeny Lucy Sophie Yvonne Jonquet (24. 1. 1878 Surrey, Velká Británie – 11. 5. 1940 Řím), jejímž prvním manželem byl John Graham († 1898). Za svědka jim šel rakousko-uherský diplomatický mimořádný vyslanec ve Francii a zmocněný ministr Karel Kinský a Josefův bratr Hieronymus a na manželčině straně vikomt Guy d´Etchegoyen a René de Lérouenne. Po svatbě se objevily nejasnosti o jejím šlechtickém původu i jejím prvním manželovi. Bulvárně laděné články o novomanželce se objevily např. v novinách Österreichische Volks-Zeitung a Prager Tagblatt. Další pomlouvačný článek vyšel v listu Neues Wiener Journal, který tvrdil, že kněžna Lucy během pobytu ve Františkových Lázních v létě 1904 udržovala milostný poměr s cimbalistou cikánské kapely. Nakonec byla rakouskou aristokracií v jisté míře akceptována. Věnovala se dobročinnosti. V části dobříšského zámku zřídila školku pro děti. V době první světové války bydlela na Dobříši a pracovala jako ošetřovatelka ve vojenské nemocnici. V manželství se nenarodilo žádné dítě, žila si také poněkud nad poměry, proto se chtěl Josef po válce rozvést. To ovšem trvalo několik let a podařilo se to až 13. června 1925.
Podruhé se oženil 21. října 1925 v Rueil u Paříže s Marií Sidonií de Smit, řečenou Marthe (10. 7. 1877 Omerville – 30. 5. 1973 Rueil-Malmaison), dcerou Julese de Smit a Sidonie Lampo. Milostný vztah s ní navázal už v roce 1914. I druhé manželství zůstalo bezdětné. Její vztahy se švagrem Hieronymem i jeho dětmi byly špatné.
Dne 22. března 1929 adoptoval všechny čtyři syny svého bratra.